# Aït Idjer
Aït Idjer (At Yeǧǧer) est une confédération (taqbilt) composée de quatre grandes tribus kabyles (Âarc ou Âarchs). Cette confédération se place comme un acteur majeur de l'histoire de la Kabylie, une hégémonie souvent citée à partir du Moyen Âge, notamment sous le règne des seigneurs de Koukou[évasif][réf. nécessaire].   
Le territoire des Aït Idjer est délimité au nord par celui des Aït Ghobri, à l'est, le mont de l'Akfadou sépare les Aït Idjer de la vallée de la Soummam et de leur premier voisin du côté de la basse Kabylie les Aït Waghlis, ce qui constitue la frontière entre la grande Kabylie et la petite Kabylie. 
D'ouest en est le territoire des Aït Idjer est voisin de trois tribus : Illoulen Oumalou, Aït Zikki, Aourzelaguen. À l'ouest, l'oued Bou Bachir constitue une frontière naturelle avec les Aït Bou Chaïb et les Aït Yahia..

## Les Tribus(aârchs)
- Tifrit N'Aït Ou Malek
- Aït M'Anteur
- Alemmas
- Imesdourar
- Aït Hendla

## Les communes
- Idjer
- Bouzeguène

## Les Villages(Tuddar)
- Ahrik (Aḥriq)
- Aït Aïcha
- Ait Azouane (At 3eẓwan)
- Aït El Qarn
- Aït Ferrache (At Fer3ac)
- Aït Iken (At Yiken)
- Ait Ikhlef
- Ait Mizare (Ait Sidi Hend ouali)
- Ait Said
- Aït Salah
- Ait Semlal (At semlal)
- Ait Sidi Amar
- Bouaoun
- Houra (Ḥura)
- Ibekaren (Ivekkaren)
- Ibouyissfen (Ibuyisfen)
- Ighil-Boukiassa
- Ighil Tizi Boa
- Ighrayen
- Iguersafène
- Ihitoussen (Iḥituṣen)
- Ikoussa (Ikusa)
- Mehagga
- Sahel (Saḥel)
- Takoucht (takuct)
- Taourirt (Tawrirt)
- Tazrout (Taẓrutt)
- Tifrit n At Umalek
- Tizouine (Tizwin)
- Bouzeguene   (AT WIZGAN )

## Personnalités
- Musique : Mhenni Amroun, Brahim Saci,
- Peinture : Bâaziz Hammache, Hocine Boukella
- Politique : Mohand Oulhadj, Karim Achoui
- Sport : Jugurtha Hamroun, Ali Fargani